# Bust a Move (canción)
Bust a Move es una canción de la banda norteamericana Young MC, fue el único sencillo promocional del álbum Stone Cold Rhymin. Fue la canción más exitosa de la banda logrando alcanzar el puesto 7 en el Billboard Hot 100 y alcanzó las listas en las gráficas de Australia.

## Gráficas
| Gráfica(1989-90)                                  | Pico de posición |
| ------------------------------------------------- | ---------------- |
| Australia (ARIA)                                  | 1                |
| Bélgica (Flandes) (Ultratop 50)                   | 50               |
| Países Bajos (Dutch Top 40)                       | 14               |
| Nueva Zelanda (Recorded Music NZ)                 | 25               |
| Estados Unidos (Billboard Hot 100)                | 7                |
| Estados Unidos (Hot Dance Club Songs)             | 7                |
| US Hot Dance Music/Maxi-Singles Sales (Billboard) | 5                |
| Estados Unidos (Hot Rap Songs)                    | 2                |
| Estados Unidos (Hot R&B/Hip-Hop Songs)            | 9                |